# Serpocaulon latissimum
Serpocaulon latissimum là một loài thực vật có mạch trong họ Polypodiaceae. Loài này được (R.C. Moran & B. Øllg.) A.R. Sm. mô tả khoa học đầu tiên năm 2006.